# WWF・カナディアン王座
WWFカナディアン王座（WWF Canadian Championship）は、WWFが管理、認定していた王座。

## 歴史
初代王者のディノ・ブラボーは封印された1986年1月までカナダの一部都市で王者として認定され続けていた。

## 歴代王者
| 歴代 | 選手             | 獲得日付      | 獲得場所 （対戦相手・その他）       |
| ---- | ---------------- | ------------- | ----------------------------------- |
| 初代 | ディノ・ブラボー | 1985年8月18日 | 不明 1986年1月にWWFを退団のため封印 |